# Krishna en de gopies

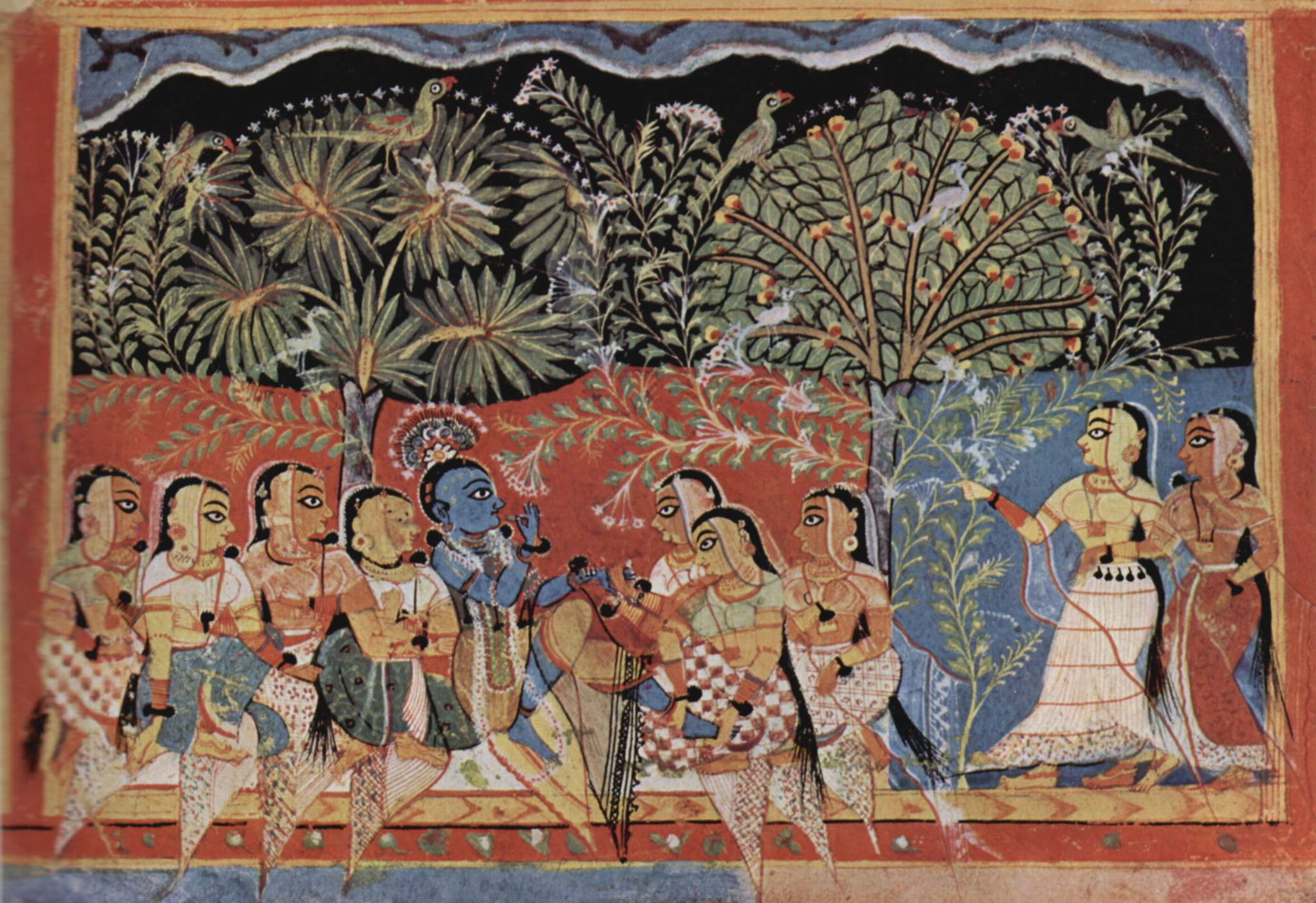
Krishna en de gopies in het bos, ca. 1550

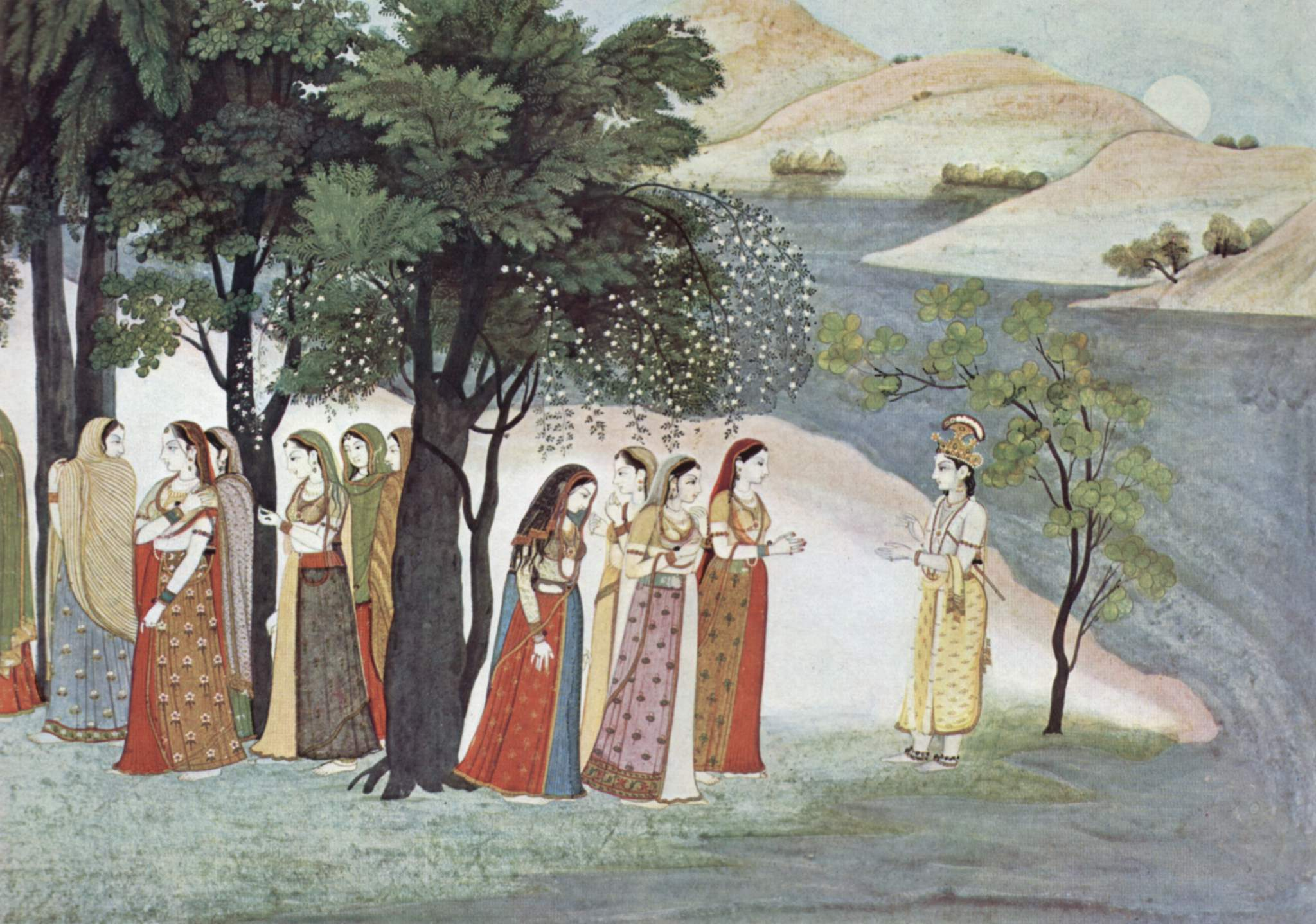
Krishna en de gopies bij de rivier, 1760-1765

Krishna en de gopies is een volksverhaal uit India.

## Het verhaal
Krishna wordt geboren in Mathura, toen nog een klein dorpje in het land van Braj. Hij is koeherder en de gopies, herderinnetjes, zijn dol op hem. Hij zit met zijn bamboefluit tegen een boom, het is volle maan. Het is als een lokroep in paringstijd, de vrouwen laten het werk achter en gaan naar het geluid. Hij bestraft hen, ze verzuimen hun plichten. Een vrouw moet bij haar man blijven, maar ze willen hem vereren. Ze volgen hem en voelen zich verheven.
Krishna verdwijnt en de maan glijdt weg. De gopies gaan terug naar de river, Krishna komt terug en is gekleed in geel. Hij draagt bloemen om zijn nek en zegt dat hoogmoed niet bij ware liefde hoort. Hij leert de dans van de liefde, waarbij hij vele vormen aanneemt. De kringdans duurt erg lang, zodat de haren van de gopies in de war zitten. Ze zijn nat van het zweet en Krishna springt in de rivier. Iedereen spettert elkaar nat, zoals bij het Holi-feest gebeurt.

## Achtergronden
- Het verhaal is een bewerking van een hoofdstuk uit de Bhagavatampurana, zie ook Purana.
- Zie ook De heks Dandha en De heks Holika, Half leeuw, half mens.

## Afbeeldingen

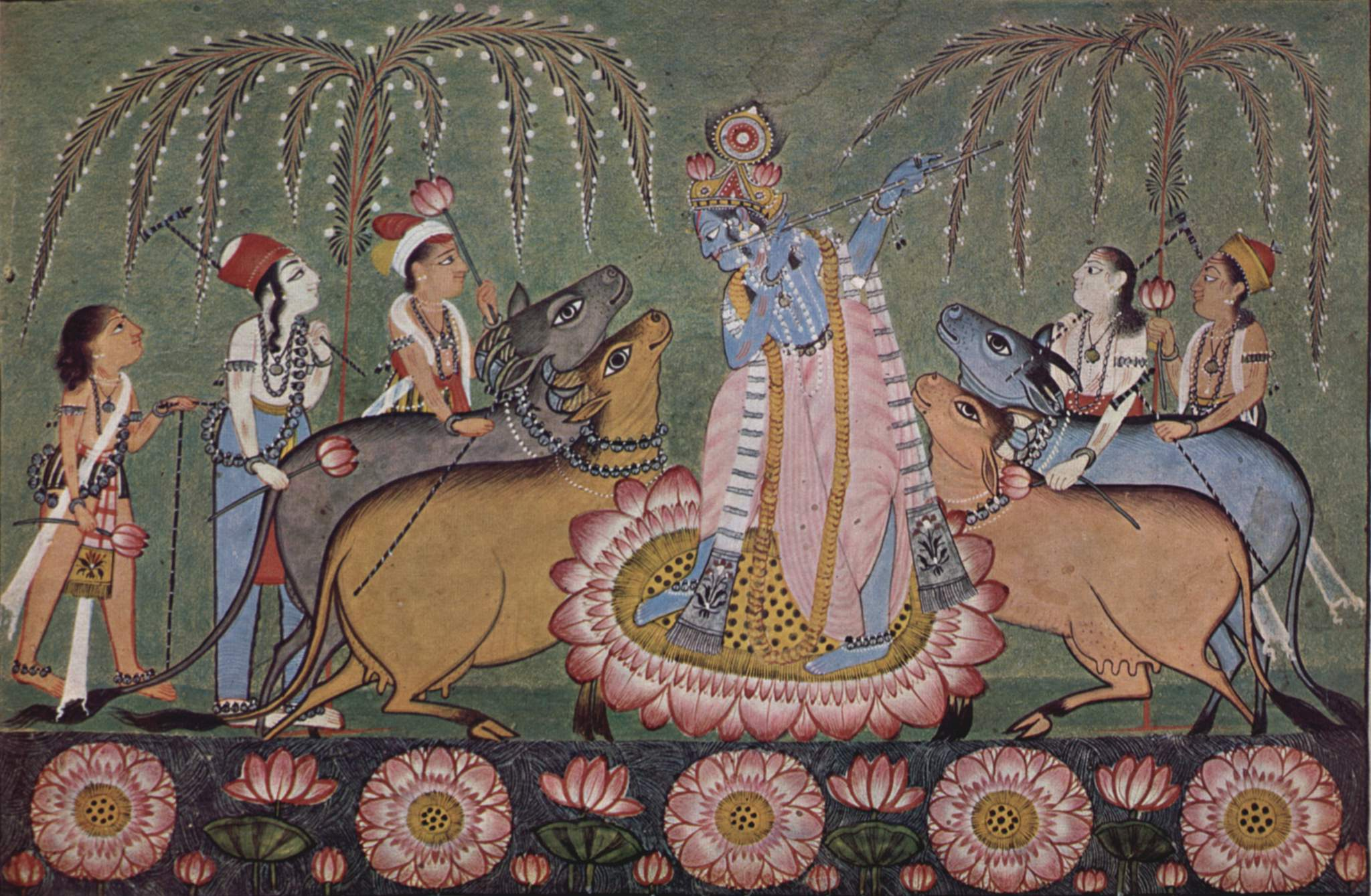
Krishna speelt op de fluit
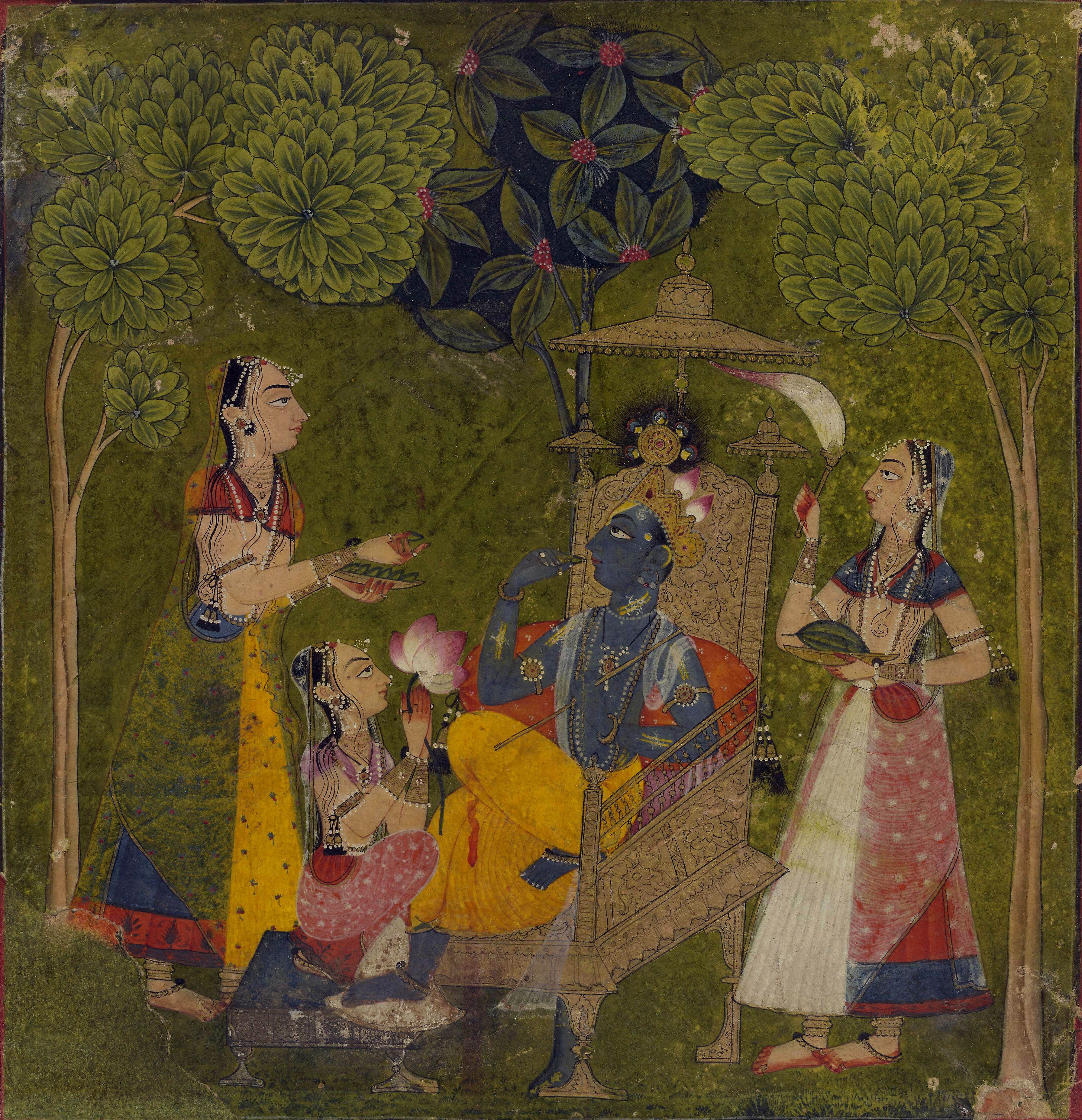
Krishna en de meisjes
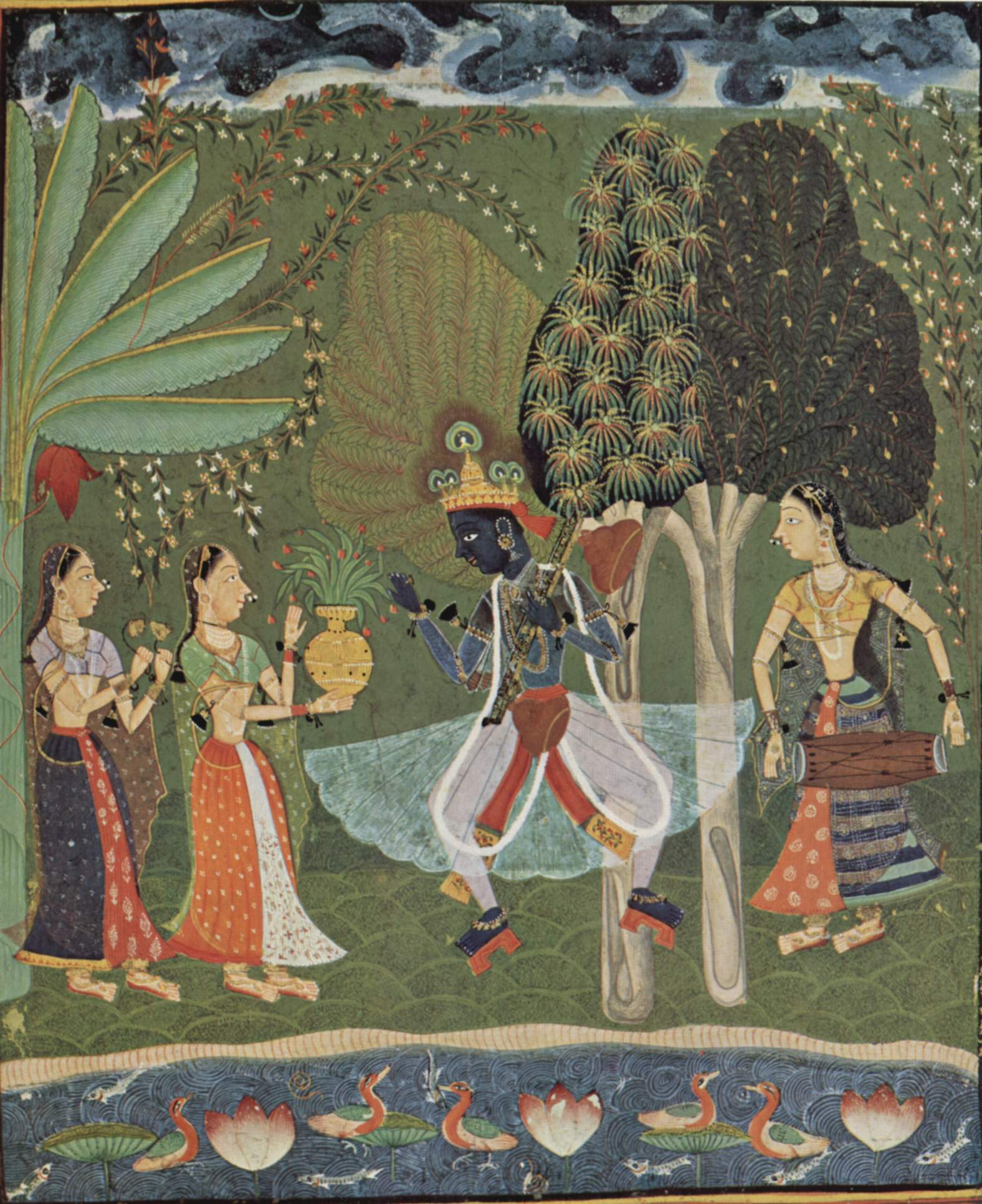
Dansende Krishna
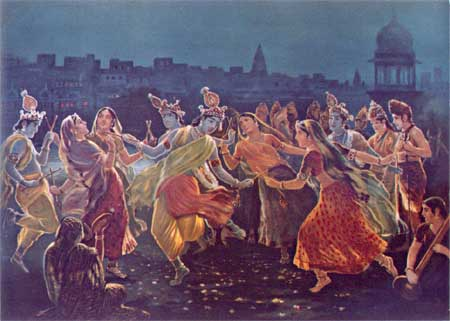
Krishna danst met de gopies in het bos